# Jaxu
 Jaxu  (en vasco Jatsu Garazi) es una población y comuna francesa, en la región de Aquitania, departamento de Pirineos Atlánticos, en el distrito de Bayona y cantón de Montaña Vasca.

## Heráldica
Partido: en campo de oro, un oso de sable, andante, y 2º, en campo de plata, un arbusto de sinople, cargado de seis flores de doce pétalos, de azur.

## Demografía
| Gráfica de evolución demográfica de Jaxu entre 1800 y 2012 |
|                                                            |

Fuentes: Ldh/EHESS/Cassini e INSEE.